# Паразитирање легла
Паразитирање легла је пре свега стручни појам који користе орнитолзи, али се користи и у другим подручјима зоологије, на пример у ентомологији. Под тим се подразумева понашање неких животињских врста које не подижу своје младунце, него положе јаје у туђе гнездо или легло и сав посао препуштају заменским родитељима (домаћини) који потом леже на јајима, хране и подижу младунче које најчешћe није њихове врсте. У већини случајева, ово паразитирање туђег легла има негативне последице на репродукцију заменских родитеља. Ова стратегија се пре свега појављује код птица, али и код инсеката и риба.
На тај начин, ови паразити легла избегавају напор бриге о јајима и младунцима. Како не морају да хране младунце, могу сами да поједу више, а то им омогућује да могу да положе већи број јаја. Недостатак ове стратегије размножавања је да неки домаћини препознају туђе легло (јаје или младунца) и избаце га или напусте легло и на другом месту започињу сасвим ново легло.
Постоје пре свега две врсте паразитирања: паразитирање унутар исте врсте и паразитирање различитих врста.

## Паразитирање унутар исте врсте (интраспецифично)
Код ове варијанте паразитирања легла, женка полаже своје јаје у гнездо пара или женке исте врсте. Да ли она при томе и сама има своје легло, то зависи од врсте. Овај облик паразитизма је тешко доказив, тако да постоји могућност да је пуно чешћи него што се до сада претпостављало. Многе пловуше, као и неке врсте које се гнезде у колонијама, као на пример неке врсте из породице врана или ластавица, врло често убацују своје јаје у гнездо других женки. Увек кад су легла неуобичајено велика, треба мислити на овај облик паразитизма. Међутим, разграничење између ове појаве и појаве заједништва у подизању легла је врло благо и понекад нејасно, тако да се ова појава понекад не може назвати паразитирањем с негативним последицама за репродукцијске изгледе домаћина.

## Паразитирање различитих врста (интерспецифично)
Ова врста паразитизма увек се може лако утврдити. Углавном је у туђе гнездо положено само једно јаје. Кад потомци паразитирајућe врсте одрастају у гнезду родитеља-домаћина, по правилу су крупнији од њиховог потомства, а често су већи и од њих самих. Ова разлика у величини им даје предност јер добијају више хране од потомства домаћина, а често могу и кратко након излегања да избаце из гнезда остала јаја и у њему остати сами.
Овај облик паразитизма може бити факултативан или обавезан.

### Факултативно паразитирање
Код факултативног паразитирања, паразитирајући родитељи обично имају истовремено и властито легло. Полажу јаја обично појединачно, ретко по два јаја. Овде готово увек домаћини подижу уз своје и туђе младунче, тако да је потребна снажна синхронизација између паразита и домаћина у величини јаја, трајању инкубације и прехрамбених навика.

### Обавезно паразитирање
Обавезни паразити, каквих је до данас познато око 80 врста, немају уопште властито легло. Полажу по једно, ретко два јаја у гнездо домаћина. При томе, одабир домаћина може бити врло различит, како по броју, тако и по врстама. Неке врсте чворкаша паразитирају готово искључиво врсте исте породице (Icteridae). Све врсте породице удовица (Viduidae) паразитирају неке врсте из породице естрилида (Estrildidae). Овде младунци удовица не бацају из гнезда домаћина јаја или младунце естрилида. Младунци удовица имају једнако перје, исту шару у грлу, а чак се врло слично оглашавају и крећу као младунци естрилида док траже храну од родитеља. Специјализација на одређену врсту домаћина иде тако далеко, да се успешни мужјаци оглашавају као мужјаци исте, али и мужјаци врсте домаћина.
Исто тако, чини се да су и све врсте породице медовођа (Indicatoridae) обавезни паразити легла.
У паразитирању легла различитих врста посебно је успешно више од 50 од укупно око 140 врста породице правих кукавица (Cuculidae). Све ове врсте су обавезни паразити. Поред тих педесетак врста обавезних паразита, још неке ове породице паразитирају, али и заснивају властито легло, ако су услови посебно повољни. Такав облик понашања може се сматрати као еволуцијски прелазни облик према обавезном паразитирању. Код обавезно паратизирајућих правих кукавица је "квалитет" паразитирања врло висок, јер легло домаћина по правилу буде избачено из гнезда, а то чини или женка док полаже своје јаје, или то касније уради тек излежени млади паразит. У ту сврху бројне врсте правих кукавица развиле су низ прилагођења:
- Синхронизовано сазревање јаја: сазревање вероватно стимулише посматрање градње гнезда домаћина
- Убрзано полагање јаја: паразити морају врло брзо да положе јаје, јер би домаћини могли врло осетљиво да реагују на паразита у властитом гнезду. Неке врсте кукавица могу потпуно зрело јаје да задрже у јајоводу и да га у повољном тренутку врло брзо положе[4]
- Величина јаја и мимикрија: многе кукавице имају јаја прилагођена величином и бојом јајима домаћина[5]
- Тек излежени младунци неких родова кукавица (Cuculus, Caccomantis и Chrysococcis) одређеним покретима леђа избацују младунце и још неизлегнута јаја домаћина из гнезда. Неке врсте су у ту сврху развиле малено удубљење на леђима
- Младунци већине паразитирајућих кукавица, али и младунци неких других паразитирајућих врста, излежу се након краћег трајања инкубације од оне домаћина и расту, нарочито у првим данима, врло брзо. То им даје одлучујућу предност у односу на младунце домаћина у прехрани и расту.

Вероватно неки паразити посматрају понашање домаћина након што у њих положе јаје. Утврђено је да паразит понекад уништи гнездо и легло у њему ако домаћин избаци паразитово јаје из свог гнезда.

## Паразитирање код риба
Позната је само једна врста рибе која паразитира легло. То је једна врста сома (Synodontis multipunctatus) која настањује језеро Тангањику. Ова врста успева да подметне своја јаја - икру врстама из породице циклида (Cichlidae), који јаја чувају у устима све до излегања, а о младима брину на исти начин и неко време након излегања.

## Паразитирање код инсеката

### Клептопаразитизам
Постоји много различитих врста такозваних кукавичјих пчела, које полажу јаја у ћелијама других пчела, али се не називају паразити легла већ клептопаразити, јер се њихова јаја готово никада не хране директно преко одраслих домаћина. Примери кукавичјих пчела су Coelioxys rufitarsis, Melecta separata, Bombus bohemicus, Nomada и Epeoloides.
Клептопаразитизам није ограничен само на пчеле; неколико врста оса такође паразитирају. Пример паразита су готово све врсте из фамилије Chrysididae, као и кукавичје осе. Кукавичје осе полажу своја јаја у ћелије других врста, као што су зидарска и блатна оса.

### Паразитирање легла
Међу неколико изузетака код инсеката, врсте које су храњене од стране домаћина су кукавичји бумбари из подрода Psithyrus. Њихове краљице убијају и замењују постојећу краљицу колоније домаћина, а након тога користе раднике домаћина да нахране своје легло.
Прави пример паразита легла је врста Polistes sulcifer. Ова врста осе изгубила је способност да гради сопствено гнездо, па се ослања на гнездо домаћина Polistes dominula, где полаже своја јаја. Када се јаја излегну, домаћин храни ларве паразита док не одрасту.